# Katy Jurado
Pour les articles homonymes, voir Jurado.

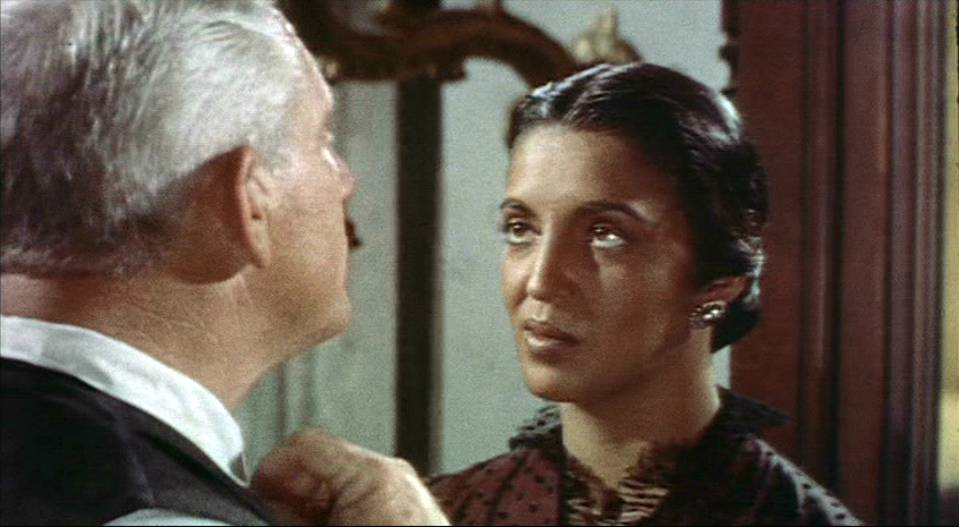
Spencer Tracy et Katy Jurado dans La Lance brisée (1954).

Katy Jurado (de son vrai nom María Cristina Estella Marcella Jurado García), née le 16 janvier 1924 à Guadalajara et morte le 5 juillet 2002 à Cuernavaca, est une actrice mexicaine.

## Biographie
Katy Jurado est née dans une famille riche de Guadalajara, son père étant avocat et propriétaire foncier tandis que sa mère est chanteuse et travaille pour la XEW, la plus importante station de radio d'Amérique latine. Seule fille d'une fratrie de trois, elle fait ses études dans une école religieuse de Mexico puis devient secrétaire dans le but de devenir avocate comme son père. 
Bien que l'un de ses oncles soit acteur, ils refusent de la voir se tourner vers le cinéma. Elle décide donc de se présenter à un premier casting sans leur consentement. Elle signe alors son premier contrat d'actrice en secret et ses parents la menacent de la placer dans un pensionnat à Monterrey. 
Pour soutenir ses parents, elle écrit des critiques de cinéma pour les magazines, est journaliste de radio et critique de corrida. Elle tourne son premier film au Mexique à l'âge de 16 ans, No matarás où elle joue pour la première fois, une femme fatale, qui sera sa marque de fabrique au long de sa carrière. 
Pour son premier film au cinéma aux États-Unis en 1951, La Dame et le Toréador, elle apprend ses lignes en anglais à l'oreille, ne parlant à l'époque qu'espagnol,. 
Elle obtient son premier grand succès à Hollywood en 1952 dans le rôle de Helen Ramirez, l'ancienne maîtresse de Gary Cooper dans le western Le train sifflera trois fois de Fred Zinnemann. Ce rôle lui vaut un Golden Globe Award, ce qui fait d'elle la première mexicaine à recevoir ce prix. 
En 1954, elle reçoit les clefs de la ville de New York, devenant la première mexicaine à recevoir cet honneur.
Elle meurt d'une insuffisance rénale et pulmonaire le 5 juillet 2002, à l'âge de 78 ans. Elle est enterrée à La Paz.

## Filmographie partielle
- 1943 : No matarás de Chano Urueta
- 1943 : Internado para senoritas de Gilberto Martínez Solares
- 1943 : La Vida Inutil de Pito Perez de Miguel Contreras Torres
- 1943 : Balaju de Rolando Aguilar
- 1951 : La Dame et le Toréador (Bullfighter and the Lady), de Budd Boetticher
- 1952 : Le train sifflera trois fois (High Noon) de Fred Zinnemann
- 1953 : Le Sorcier du Rio Grande (Arrowhead) de Charles Marquis Warren
- 1953 : L'Enjôleuse (El Bruto) de Luis Buñuel
- 1954 : La Lance brisée de Edward Dmytryk
- 1955 : Le Procès de Mark Robson
- 1955 : Le Cercle infernal (The Racers), de Henry Hathaway
- 1956 : Trapèze de Carol Reed
- 1958 : L'Or du Hollandais (The Badlanders) de Delmer Daves
- 1961 : Barabbas de Richard Fleischer
- 1961 : La Vengeance aux deux visages de Marlon Brando
- 1961 : Les Guérilleros (I Briganti italiani) de Mario Camerini
- 1966 : Le Dompteur de l'Arizona (Smoky) (adapté du roman Smoky) de George Sherman
- 1967 : A Covenant with Death de Lamont Johnson
- 1968 : Micmac au Montana (Stay Away, Joe) de Peter Tewksbury
- 1970 : Le Virginien (TV) saison 9 épisode 02  (The best man) : Mama Fe
- 1973 : Pat Garrett et Billy le Kid de Sam Peckinpah
- 1978 : The Children of Sanchez de Hall Bartlett : Chata
- 1984 : Au-dessous du volcan de John Huston
- 1997 : The Hi-Lo Country de Stephen Frears

## Distinctions
- 1951 : Golden Globe de la meilleure actrice dans un second rôle pour son rôle dans Le Train sifflera trois fois.
- 1953 : Premio Ariel de la meilleure actrice secondaire pour son rôle dans L'Enjôleuse (El Bruto) de Luis Buñuel[3]
- 1973 : Premio Ariel de la meilleure actrice secondaire pour son rôle dans Fé, Esperanza y Caridad.
- 1998 : Premio Ariel de la meilleure actrice secondaire pour son rôle dans El Evangelio de las Maravillas
- Possède sa propre étoile sur le Walk of Fame d'Hollywood au niveau du 7065 Hollywood Boulevard[1].

## Hommages
- La compositeur mexicain, Juan Gabriel lui rend hommage dans sa chansons Que re'chula es Katy en 1998[3].
- Le 16 janvier 2018, un Google Doodle commémore son 94e anniversaire. Il fut créé par l'artiste mexicaine Ana Ramirez[5].